# CBC/Radio-Canada

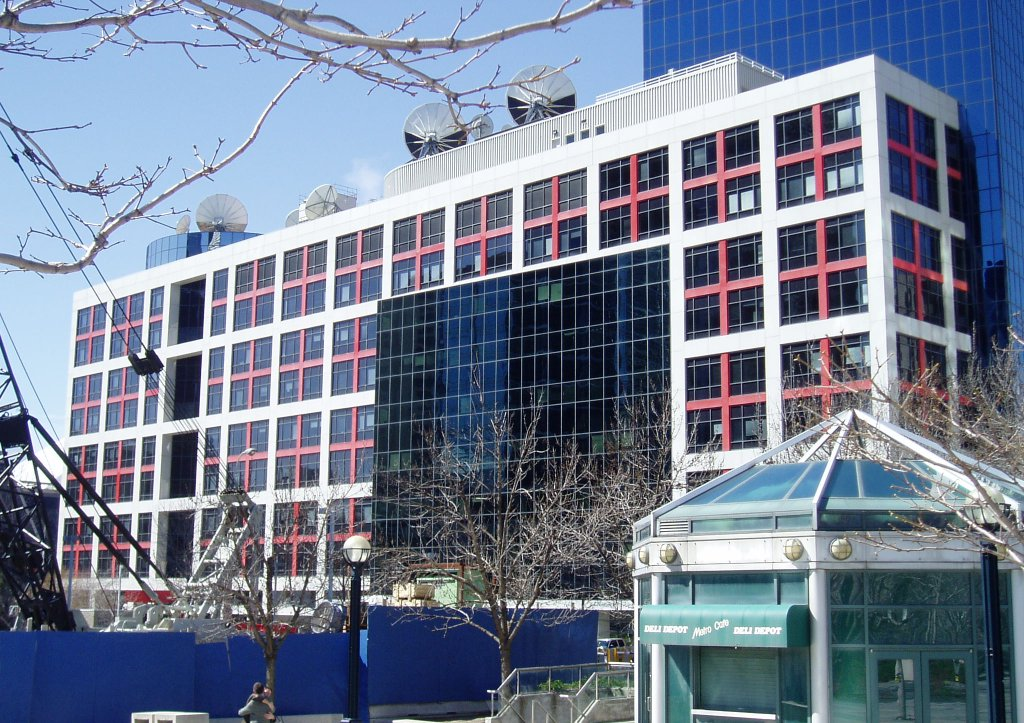
Budynek CBC w Toronto

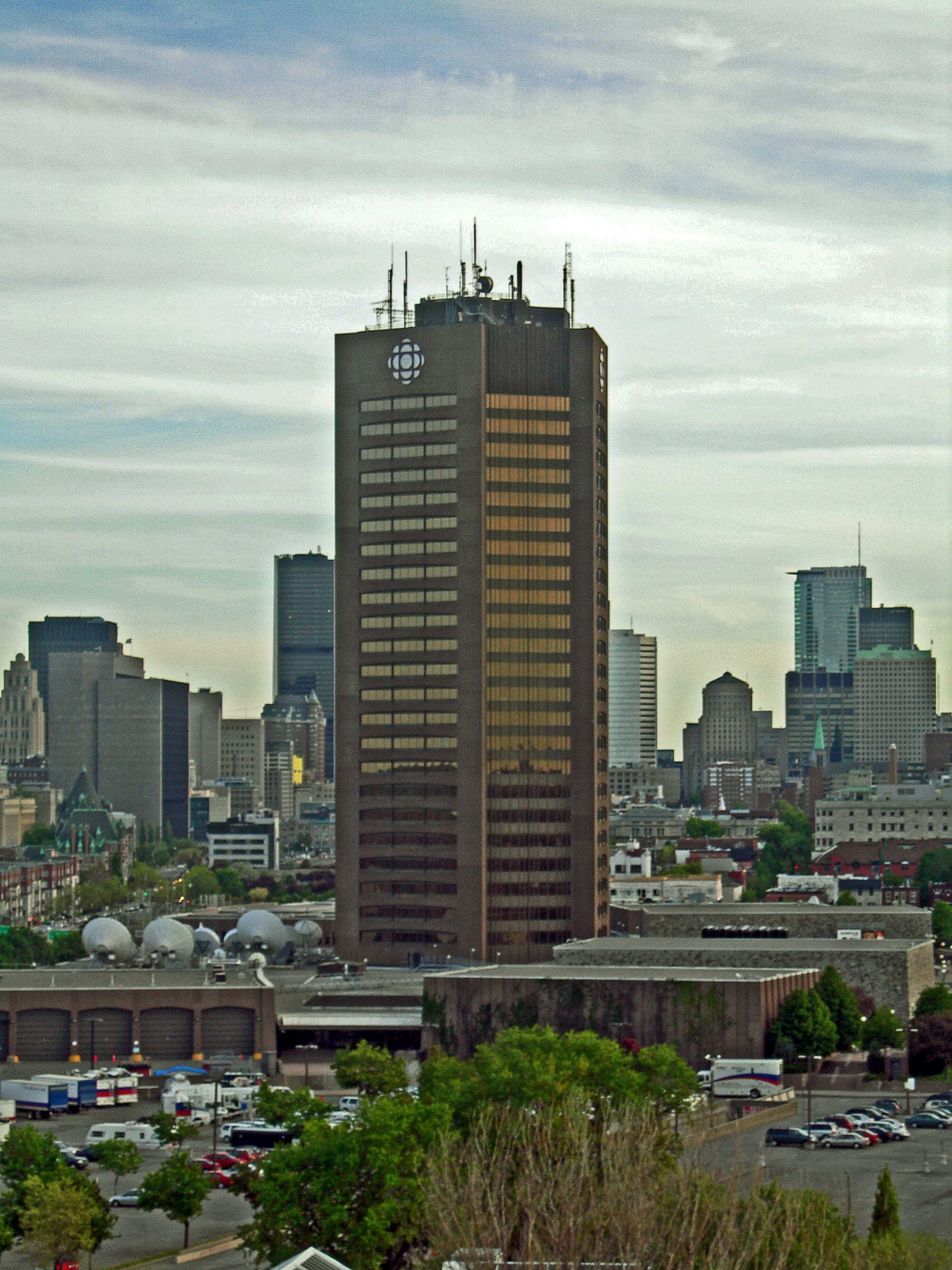
Budynek Radio-Canada w Montrealu

CBC/Radio-Canada – kanadyjski publiczny nadawca radiowo-telewizyjny. Istnieje w obecnej formie od 1936. Ma ponad 7 tys. pracowników. Nadaje programy po angielsku i francusku, jak również na dużo mniejszą skalę w ośmiu językach indiańskich.
Część anglojęzyczna nosi nazwę Canadian Broadcasting Corporation (CBC), natomiast francuskojęzyczna Société Radio-Canada (Radio-Canada lub SRC).
Jest kanadyjskim odpowiednikiem brytyjskiej BBC. W Kanadzie nie ma odpowiednika brytyjskiego abonamentu telewizyjnego, a znacząca część dochodów CBC/Radio-Canada pochodzi z nadawania reklam podczas programów telewizyjnych, obok dotacji od rządu federalnego.